# Arnold Schiefer
Arnold Schiefer (* 22. Dezember 1966 in Gmunden) ist ein österreichischer Manager und Politiker (FPÖ). Im Dezember 2018 wurde er als Nachfolger von Josef Halbmayr zum Finanzvorstand der ÖBB-Holding berufen, er übernahm diese Funktion am 1. April 2019. Zuvor war er ab Februar 2018 Aufsichtsratsvorsitzender der ÖBB-Holding AG. Seit dem 24. Oktober 2024 ist er Abgeordneter zum Nationalrat.

## Leben
Arnold Schiefer wuchs in Gmunden im Salzkammergut auf, in Innsbruck arbeitete er ab Mitte der 1990er-Jahre im freiheitlichen Landtagsklub und war Mitglied des Gemeinderates. Er studierte Betriebswirtschaftslehre an den Universitäten Wien und Innsbruck, das Studium schloss er als Magister ab. Arnold Schiefer ist Alter Herr der Wiener akademischen Burschenschaft Teutonia.
Ab dem Jahr 2000 bekleidete er mehrere Funktionen im Infrastrukturministerium unter den FPÖ-Ministern Monika Forstinger und Mathias Reichhold, zunächst als Sekretär und Kabinettsmitglied, später als Sektionsleiter. Vor seinem Wechsel zu den Österreichischen Bundesbahnen unter FPÖ-Minister Hubert Gorbach im September 2005 wurde er Aufsichtsrat in der ASFINAG. Bei den ÖBB war er Projektleiter für den Bau des Wiener Hauptbahnhofes und später interimistisch Vorstand der Brenner Basistunnel SE. 2006 wurde er Vorstandssprecher der ÖBB-Infrastruktur Betrieb AG, 2010 wurde er unter dem ÖBB-Vorstandsvorsitzenden Christian Kern Finanzchef der Rail Cargo Hungaria, im Sommer 2012 wurde er Vorstandsdirektor der Rail Cargo Austria AG.
Im April 2013 folgte er Josef Schultheis als Vorstand der Alpine Holding. Ab 1. Oktober 2015 war er Vorstandsmitglied der Heta Asset Resolution, sein Vertrag lief ursprünglich im Oktober 2018 aus. Im Juni 2018 wurde bekannt, dass der Vertrag um ein Jahr verlängert wurde. Ende März 2019 verließ er die Heta.
Im Zuge der Regierungsbildung der Bundesregierung Kurz I nach der Nationalratswahl im Oktober 2017 verhandelte er auf FPÖ-Seite in der Fachgruppe Verkehr und Infrastruktur. Ende Dezember 2017 kündigte FPÖ-Infrastrukturminister Norbert Hofer die vorzeitige Ablöse von Brigitte Ederer (SPÖ) an. Ab Februar 2018 war Schiefer als deren Nachfolger Aufsichtsratsvorsitzender der ÖBB-Holding AG, Stellvertreter blieb Kurt Weinberger. Im Dezember 2018 wurde Schiefer als Nachfolger von Josef Halbmayr zum Finanzvorstand der ÖBB-Holding berufen, er übernahm diese Funktion am 1. April 2019. Als Aufsichtsratsvorsitzender folgte ihm Gilbert Trattner nach.
Schiefer wurde 2017 als möglicher FPÖ-Minister für Wirtschaft und Infrastruktur der Bundesregierung Kurz I genannt, außerdem 2018 als möglicher Finanzchef für den ORF sowie als möglicher Vorstand der Verbund AG. Vom Industriemagazin wurde er 2018 auf der Liste der einflussreichsten österreichischen Manager auf Platz 10 gereiht. In der aus Beamten- und Eisenbahner-Versicherung fusionierten BVAEB, der Versicherungsanstalt für den öffentlichen Dienst und Schienverkehrsunternehmen, sollte er Mitglied im Verwaltungsgremium werden.
Im August 2019 wurde sein Wechsel von der FPÖ Wien zur FPÖ Oberösterreich bekannt. Im Dezember 2022 wurde bekannt, dass er für eine weitere Periode als ÖBB-Finanzvorstand nicht zur Verfügung stehe und in die Privatwirtschaft nach Oberösterreich wechseln werde. Zu seiner Nachfolgerin ab dem 1. Juli 2023 wurde im März 2023 vom Aufsichtsrat Manuela Waldner bestellt.
Für die Nationalratswahl 2024 wurde er auf Platz 15 der FPÖ-Bundesliste gereiht. Neben Herbert Kickl, Michael Schnedlitz, Christian Hafenecker, Norbert Nemeth, Susanne Fürst und Reinhard Teufel wurde er nach der Nationalratswahl Teil des Verhandlungsteams der FPÖ zur Bildung einer Regierung. In der konstituierenden Sitzung der XXVIII. Gesetzgebungsperiode am 24. Oktober 2024 wurde er als Abgeordneter zum Nationalrat angelobt.